# Blauwgroene tangare
De blauwgroene tangare (Thraupis glaucocolpa) is een vogelsoort uit de familie Thraupidae (tangaren) die voorkomt in het uiterste noordwesten van Zuid-Amerika.

## Kenmerken
De vogel is 16 cm lang en weegt 31 tot 37 gram. De vogel is overwegend dof grijs groen. De vogel is van onder lichter dan van boven, buik en borst zijn bleekgrijs met een blauwgroene waas en de onderbuik en anaalstreek zijn contrasterend wit. Er is geen verschil tussen mannetje en vrouwtje wat betreft verenkleed. De iris is donkerbruin, poten en snavel zijn grijs.

## Verspreiding en leefgebied
Deze soort komt voor in Colombia en Venezuela. Het leefgebied bestaat uit droge loofbossen of terrein met doornig struikgewas, maar ook uit bos langs waterlopen, grote tuinen en boomaanplantingen, vooral met hoge bomen. Komt in de broedtijd ook voor in minder droge gebieden. Het is een vogel van vooral laagland tot hoogstens 800 m boven de zeespiegel.

## Status
De grootte van de wereldpopulatie is niet gekwantificeerd, maar de vogel is vrij algemeen in geschikt habitat. Om deze redenen staat de blauwgroene tangare als niet bedreigd op de Rode Lijst van de IUCN.